# Robert Steegmann

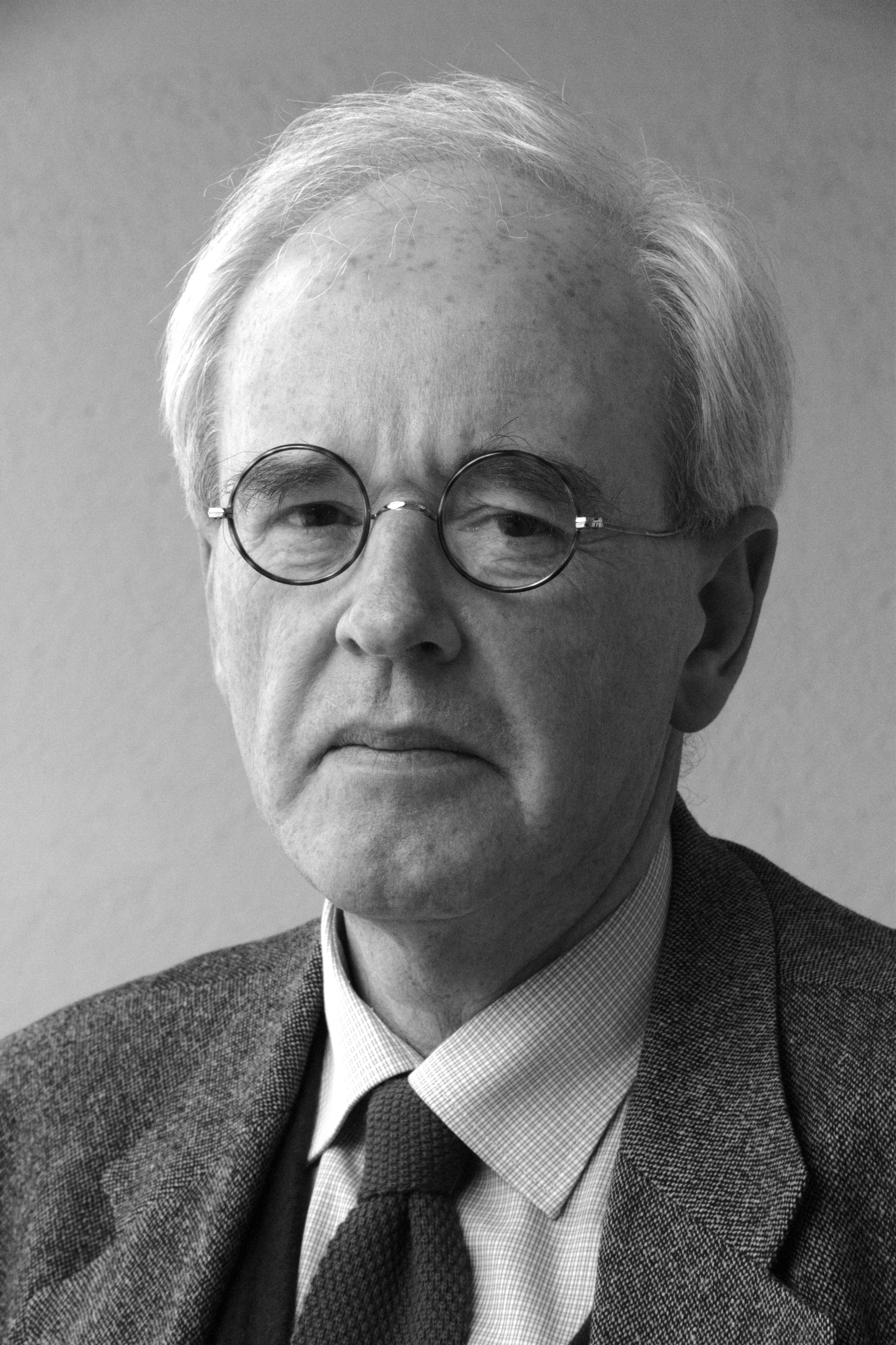
Robert Steegmann, 2013

Robert Steegmann (geboren im Juli 1953 in Straßburg) ist ein französischer Neuzeithistoriker und war Lehrer für Geschichte am Lycée Fustel-de-Coulanges in Straßburg. In seiner umfangreichen Dissertation (sieben Bände, fast 2000 Seiten) untersuchte er die Geschichte des KZ Natzweiler-Struthof und seiner Außenlager. Dies bildete die Grundlage für diverse Veröffentlichungen zu dem Lagerkomplex, der in Südwestdeutschland und Elsass-Lothringen bestand. Er füllte damit eine Forschungslücke und leistete einen wesentlichen Beitrag für die grenzüberschreitende Zusammenarbeit im Bereich der Erinnerungskultur. Er unterstützte jahrzehntelang den deutsch-französischen Austausch und die Entstehung eines Netzwerks von Gedenkstätten in der Region. Dafür wurde er 2021 mit dem Verdienstorden des Landes Baden-Württemberg ausgezeichnet.

## Veröffentlichungen
- Les Cahiers de doléances de la Basse Alsace. Herausgeber, Edition Oberlin, 1990. ISBN 978-2-85369-099-7.
- Das Konzentrationslager Natzweiler-Struthof und seine Außenkommandos an Rhein und Neckar 1941–1945. Metropol, Berlin 2010, ISBN 978-3-940938-58-9. (Französisch: Struthof, le KL-Natzweiler et ses kommandos. Une nébuleuse concentrationnaire des deux côtés du Rhin, 1941–1945. Straßburg 2005.)
- Le Struthof KL-Natzweiler : Histoire d’un camp de concentration en Alsace annexée 1941–1945. Hrsg.: Centre européen du résistant déporté, La Nuée bleue, 2005, ISBN 978-2-7165-0674-8
- Le camp de Natzweiler-Struthof. Paris, Le Seuil, L’Univers Historique, 2009, ISBN  978-2-02-095633-8.